# Зембжице (гмина)
Зембжице (пол. Zembrzyce) — сельская гмина (волость) в Польше, входит как административная единица в Сухский повет, Малопольское воеводство. Население — 5527 человек (на 2004 год).

## Демография
| Перепись                       | Всего   | Всего | Женщины | Женщины | Мужчины | Мужчины |
| ------------------------------ | ------- | ----- | ------- | ------- | ------- | ------- |
| Единицы                        | человек | %     | человек | %       | человек | %       |
| Население                      | 5527    | 100   | 2811    | 50,9    | 2716    | 49,1    |
| Плотность населения (чел./км²) | 138,5   | 138,5 | 70,5    | 70,5    | 68,1    | 68,1    |

## Соседние гмины

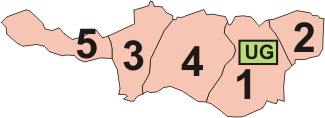
Гмина Зембжице

1. Гмина Будзув
2. Гмина Макув-Подхаляньски
3. Гмина Мухаж
4. Гмина Стрышава
5. Гмина Стрышув
6. Суха-Бескидзка
7. Гмина Вадовице